# Amata phegea
Amata phegea — вид лускокрилих комах родини еребід (Arctiidae).

## Поширення
Поширений в Південній та Східній Європі, на Кавказі, у Малій Азії, в Ірані і Казахстані. Вид воліє посушливіші місцевості. Населяє відкриті гірські хребти з чагарниками та деревами, а також відкриті ліси та теплі сонячні схили.

## Опис
Розмах крил 32-42 мм. Самці менші за самиць і мають товщі вусики. Передні крила витягнуті, задні короткі. Основний фон крил синьо-чорний. На передніх крилах зазвичай по шість, на задніх по дві білі плями, причому прикоренева пляма задніх крил істотно більша. Перший і п'ятий сегменти черевця жовті. Черевце чорно-синє. Кінець черевця помітно видається за нижній край задніх крил. Вусики довгі, ниткоподібні.
Гусениці можуть досягати близько 5 сантиметрів завдовжки. Вони сіро-чорні з густими темно-коричневими пухнастими волосками, які ростуть з невеликих наростів. Голова червонувато-коричнева.

## Спосіб життя
Молі літають у теплі сонячні дні з кінця травня по серпень. Самиці відкладають яйця на різноманітні трави. Личинки вилуплюються на початку серпня і є багатоїдними, харчуються різними трав’янистими рослинами (Plantago, Rumex, Galium, Gramineae, Taraxacum тощо). Гусениця зимує в шовковому гнізді і заляльковується в травні в коконах на землі.